# Río Cotuhé
El río Cotuhé es un río que fluye íntegramente en territorio colombiano. Forma parte de la cuenca hidrográfica del Río Amazonas. Es tributario por la derecha del río Putumayo.

## Asentamientos importantes
- Tarapacá (Amazonas)